# SS-Junkerschulen

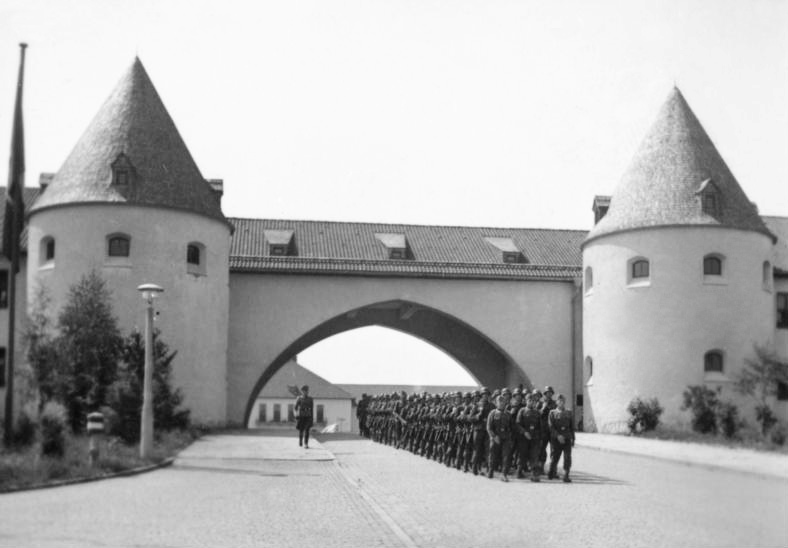
SS-Junkerschule à Bad Tölz, 1942.

Les SS-Junkerschulen étaient, dans l'Allemagne nazie, des établissements de formation d’élèves-officiers de la Schutzstaffel (SS). Le terme Junkerschule est introduit en 1937, mais les premiers établissements (Bad Tölz et Brunswick) ouvrent en 1934 et 1935. Des écoles supplémentaires sont créées à Klagenfurt et Posen-Treskau en 1943, et à Prague en 1944. La formation qui y est dispensée mène à un poste dans la Sicherheitspolizei (SiPo), au Sicherheitsdienst (SD), puis dans la Waffen-SS. Heinrich Himmler, le chef de la SS, voulait que ces écoles en façonnent les futurs cadres,. Dès 1934, elles sont pensées pour dispenser une formation tant idéologique que militaire.

## Histoire
La SS ouvre une première école destinée à former ses futurs officiers à Bad Tölz en 1934, placée sous la direction du SS-Standartenführer Paul Lettow, puis une deuxième à Brunswick sous la direction du SS-Oberführer Paul Hausser. L'expérience militaire de Hausser, général à la retraite, le fait choisir par Himmler pour développer le programme d'études des deux centres de formation. Dans son état-major, Hausser s'entoure de vétérans expérimentés et d'officiers pour élaborer un programme d'entraînement qui devient la base de celui de la SS-Verfügungstruppe (la SS-VT), la future Waffen-SS.
En 1937, Himmler rebaptise ces centres de formation « SS-Junkerschulen » (en français, « écoles de Junkers SS ») en hommage à l'aristocratie Junker, une classe de propriétaires terriens qui prédominait autrefois dans l’encadrement de l'armée prussienne. La plupart des élèves qui y sont formés seront finalement officiers dans des régiments de la Waffen-SS engagés sur les divers fronts. Au cours de la Seconde Guerre mondiale, d'autres écoles s’ouvrent à Klagenfurt, Posen-Treskau et Prague.
Himmler veut utiliser ces écoles SS pour inculquer l'idéologie de la SS aux forces de police allemandes nazies. En 1937, environ 40 % des élèves rejoignent la police, c’est 32 % en 1938. On recrute chez les Jeunesses hitlériennes et il n'est dans les débuts pas exigé de diplôme ; cependant avec l'évolution des besoins de la SS en cadres administratifs, on recrute à partir de 1940 parmi les étudiants qui ont obtenu leur Abitur (examen d'entrée à l'université),. Les élèves sortants bénéficient de la Sondergerichtsbarkeit, un statut juridique spécial qui les protège de toute poursuite pour actes criminels. Font aussi partie de ce groupe extrajudiciaire, les membres de la Gestapo, de la SiPo et du SD.

## Formation
Créées pour éduquer et façonner la prochaine génération de commandement dans la SS, les écoles forment les futurs officiers à s'adapter à tous les postes susceptibles de leur être assignés, que ce soit dans la police, dans un camp de concentration nazi, dans une unité de combat, ou au sein de l'organisation SS. Une formation administrative et économique supplémentaire est ajoutée à la demande du SS-Gruppenführer Oswald Pohl qui dirige l'Office central SS pour l'économie et l'administration. Pohl veut des gestionnaires efficaces dans l'industrie contrôlée par la SS, et insiste pour qu'on ajoute au cursus une formation sur le fonctionnement des entreprises.
Les élèves reçoivent une instruction militaire générale en logistique et stratégie, mais une grande partie de la formation se concentre sur la tactique des petites unités associées aux raids, patrouilles et embuscades. Après une phase de candidature de six à huit semaines conclue par un examen, la formation dure dix mois, ramenés ensuite à quatre mois en temps de guerre. Elle comprend de la topographie, la stratégie, les manœuvres militaires, l'éducation politique, la formation au maniement des armes, l'éducation physique, le génie et même la mécanique automobile, dispensées sur plusieurs niveaux dans des installations d'entraînement adaptées aux spécialisations choisies. Après cette formation, il est fréquent que les élèves partent pour un premier poste d'encadrement au camp de concentration de Dachau dont la SS se sert à l'époque comme « camp modèle », ainsi en 1938, 1/5ème des SS-Junker sont mutés en camp de concentration, principalement à des fonctions de surveillance, et ce jusqu'en 1940 : former des gardiens de camp est une des spécialités de Dachau qui fonctionne alors comme une « école de la violence ».
L'endoctrinement politique et idéologique fait partie du programme de tous les élèves. À Bad Tölz, on a parmi les matières enseignées, l'« histoire germanique », la « recherche raciale aryenne », la « philosophie de l'espace vital grand-allemand » et la « philosophie idéologique ». On y privilégie le façonnement de la personnalité des futurs cadres SS par une vision du monde et une attitude nationales-socialistes. L'enseignement est pensé pour inculquer un sentiment de supériorité raciale, un lien avec d'autres hommes partageant les mêmes idées, une impitoyabilité et une dureté conformes au système de valeurs SS. Tout au long de leur formation, ils sont constamment surveillés pour garantir leur « fiabilité idéologique ». On suppose que la fusion de la police avec la SS est en partie le résultat de leurs formations partagées dans les écoles Junker. En 1945, au cours des derniers mois de guerre, plus de 15 000 élèves sont promus officiers de la Waffen-SS.

## Personnels

### Directeurs
- Paul Hausser, jusqu'en 1936
- Friedemann Goetze (de), jusqu'en juillet 1938
- Arnold Altvater-Mackensen, jusqu'en octobre 1939
- Lothar Debes, jusqu'en janvier 1942
- Werner Ballauf (de), jusqu'en janvier 1945

### Formateurs
- Adolf Diekmann, responsable du massacre d'Oradour-sur-Glane (membre de la 2e division SS « Das Reich »)
- Sylvester Stadler, également de « Das Reich »
- Felix Steiner
- Cassius Freiherr von Montigny (de)
- Peter Paulsen (de), membre de l'Ahnenerbe
- Günter Hellwing, criminel de guerre, chef de la Gestapo à Marseille.

### Élèves
- Karl-Friedrich Höcker, administrateur de camps de concentration.
- Fritz Knöchlein, responsable du massacre du Paradis.
- Karl Künstler, commandant du camp de concentration de Flossenbürg.
- Joachim Peiper, condamné à mort pour crimes de guerre au procès du massacre de Malmedy puis gracié.
- Herbert Schweiger (de), militant d'extrême-droite et négationniste autrichien.